# Hexatoma brunneipes
Hexatoma brunneipes är en tvåvingeart som först beskrevs av Samuel Wendell Williston  1900.  Hexatoma brunneipes ingår i släktet Hexatoma och familjen småharkrankar. Inga underarter finns listade i Catalogue of Life.